# Petre Becheru
Petre Becheru (Drăgănești-Vlașca, 16 maggio 1960) è un ex sollevatore rumeno.

## Palmarès
Olimpiadi
- 1 medaglia:
  - 1 oro (negli 82,5 kg a Los Angeles 1984).

Campionati mondiali
- 1 medaglia:
  - 1 oro (negli 82,5 kg a Los Angeles 1984).

Campionati europei
- 1 medaglia:
  - 1 bronzo (negli 82,5 kg a Reims 1987).